# Waldemar Aureliano de Oliveira Filho
Waldemar Aureliano de Oliveira Filho (Guarujá, 26 december 1965) is een voormalig Braziliaans voetballer, hij is beter bekend onder zijn spelersnaam Mazinho Oliveira.

## Biografie
Mazinho Oliviera begon zijn carrière bij Santos in 1983. Een jaar later won hij met de club het Campeonato Paulista. In 1990 werd hij met Bragantino ook staatskampioen, het was nog maar de tweede keer dat een club van buiten Santos of São Paulo de staatstitel won. Een jaar later werd de club zelfs vicelandskampioen. In 1991 maakte hij dan de overstap naar de Europese topclub Bayern München en werd er in 1994 kampioen mee. In 1994 keerde hij terug naar Brazilië om voor Internacional te spelen in het Campeonato Gaúcho dat hij met de club won. Hierna keerde hij kort terug naar Bayern München en in 1995 speelde hij voor Flamengo. Dan ging hij vijf jaar in Japan spelen, waarvan vier jaar voor de Kashima Antlers. Met deze club werd hij twee keer landskampioen
Mazinho Oliveira debuteerde in 1990 in het Braziliaans nationaal elftal en speelde 11 interlands, waarin hij 2 keer scoorde.